# Hausstauballergie
Als Hausstauballergie oder (genauer) Hausstaubmilbenallergie bezeichnet man eine Sensibilisierung und allergische Reaktion gegenüber dem Kot von Hausstaubmilben, die allergische Rhinitis, Jucken und allergisches Asthma auslösen können. Die Hausstauballergie ist die Ausprägung einer Parasitose. Durch eine Reihe von Maßnahmen können die Symptome vermieden oder gemildert werden.

## Symptome und Beschwerden
Die Symptome der Hausstauballergie sind häufig Dauerschnupfen und Niesen (oft mehrmals hintereinander), juckende Augen (bis hin zu allergiebedingter Bindehautentzündung), Jucken der Ohren, Halsschmerzen, Jucken oder Anschwellen der Nasen- oder Rachenschleimhaut, in einigen Fällen auch asthmatische Reaktionen, wie asthmatischer Husten.
Aus einem allergischen Schnupfen kann sich nach Jahren ein Asthma entwickeln. Man spricht dann auch von „Etagenwechsel“.

## Ursachen

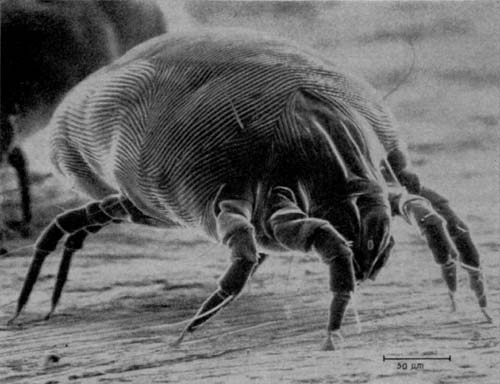
Hausstaubmilbe (Dermatophagoides pteronyssinus)

Die nur unter dem Mikroskop sichtbaren Tierchen – zu nennen sind insbesondere Dermatophagoides pteronyssinus und Dermatophagoides farinae – ernähren sich von Hautschuppen (Dermatophagoides ‚Hautfresser‘), von denen jeder Mensch pro Tag ca. 1,5 g verliert.
Es handelt sich um eine Allergie, die nicht durch den Hausstaub direkt, sondern durch den Kot von Hausstaubmilben, die in dem Staub leben, ausgelöst wird. Die wichtigsten Allergene der europäischen Hausstaubmilbe sind Der p 1 und Der p 2, daneben auch Der f 1 und Eur m 1.
Wissenschaftler der Arbeitsgruppe „Molekulare Allergologie und Immunmodulation“ an der Charité in Berlin entdeckten gemeinsam mit Forschern der Medizinischen Universität Wien, dass bereits im Blut von Vorschulkindern IgE-Antikörper gegen drei Hausstaubmilbenmoleküle mit der Bezeichnung 'Der p 1', 'Der p 2' und 'Der p 23' gemessen werden konnten, oftmals bevor sich die Erkrankung klinisch zeigte.

## Behandlung
Immer wieder äußerten Allergologen in der Vergangenheit die Vermutung, dass eine frühzeitig durchgeführte spezifische Immuntherapie (Hyposensibilisierung) Hausstaubmilben-Allergiker vor dem Auftreten weiterer Allergien schützen kann. Zur Wirksamkeit bei Hausstaubmilben-Allergie gibt es eine Reihe von Studien, die die Wirksamkeit entsprechender Präparate vor allem bei Kindern nahelegen.

Aufgrund dieser Langzeit-Studien empfehlen die drei Allergologen-Berufsverbände DGAKI, ÄDA und GPA in ihrer Therapie-Leitlinie (Kleine-Tebbe 2006): 

„Präventive Aspekte, insbesondere vermindertes Asthmarisiko und weniger Neusensibilisierungen sind bei der Entscheidung zur SCIT (subkutane spezifische Immuntherapie) unbedingt zu berücksichtigen.“

## Präventionsmaßnahmen zur Verringerung der Symptome

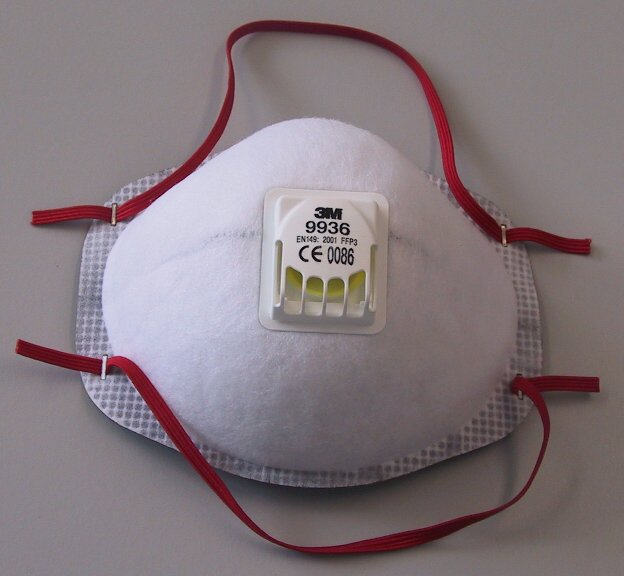
FFP3-Atemschutzmaske

Die folgenden Maßnahmen werden empfohlen:
- Das Tragen einer Atemschutzmaske, z. B. wenn Textilien ausgeschlagen (ausgebeutelt) werden sowie beim Staubfegen oder zum beschwerdefreien Schlafen.
- Regelmäßig Staub saugen; jedoch sollten es Hausstauballergiker vermeiden, viel Staub „aufzuwirbeln“: besser Staub saugen als Staub kehren, Staubwischen nur mit feuchten Tüchern. Der Betroffene sollte möglichst nicht selbst Staub saugen; es empfiehlt sich, während dieser Hausarbeit gut zu lüften und einen allergikergeeigneten Staubsauger ausschließlich mit Staubemissionsklasse A (oft mit HEPA-Filter[9]) oder Zentralstaubsauganlagen zu benutzen.
- Matratze, Betten, Kopfkissen auswechseln und kochfeste/allergikergeeignete Ware benutzen.
- bei Verwendung nicht waschbarer/kochfester Bettwaren empfiehlt sich die Benutzung sogenannter Encasings (waschbare Bezüge für Kissen, Decken und Matratzen).
- milbenundurchlässige Bezüge für Matratze, Decke und Kopfkissen oder abwaschbare Matratzen/Kopfkissen.[10]
- bei Lüftungsanlagen: regelmäßige Wartung der Filter.
- Gardinen waschen und Heizkörperreinigung (am besten feucht), speziell bei Flach- und Kompaktheizkörpern innen und dahinter.
- Plüschtiere, Polstermöbel und andere „Staubfänger“ aus dem Schlafzimmer entfernen.
- Glatte Böden häufig feucht wischen (mindestens jeden zweiten Tag).[9]
- Eine vorbeugende Maßnahme gegen den Kot der Hausstaubmilben soll das in Apotheken frei verkäufliche Niem-Spray sein, mit dem Matratzen und Bettzeug regelmäßig jedes halbe Jahr eingesprüht werden können. Die im Niem-Öl enthaltene Substanz Azadirachtin besitzt eine gewisse Wirkung als Akarizid. Daneben gibt es als Antimilben-Spray die Zimtölsprays und Benzylbenzoeat-haltige Sprays, die eine begrenzt milbenvernichtende (akarizide) Wirkung haben. Die Wirksamkeit von Niem-Öl wird angezweifelt,[11] es gibt bisher nur anekdotische und vorläufige Hinweise auf eine mögliche Wirksamkeit bei Hausstauballergie. In einer wissenschaftlichen Vergleichsstudie ist es nicht gelungen, einen Effekt von Akariziden gegen allergisches Asthma durch Hausstaubmilben nachzuweisen.[12]